# Herrarnas tempolopp i landsvägscykling vid olympiska sommarspelen 2012

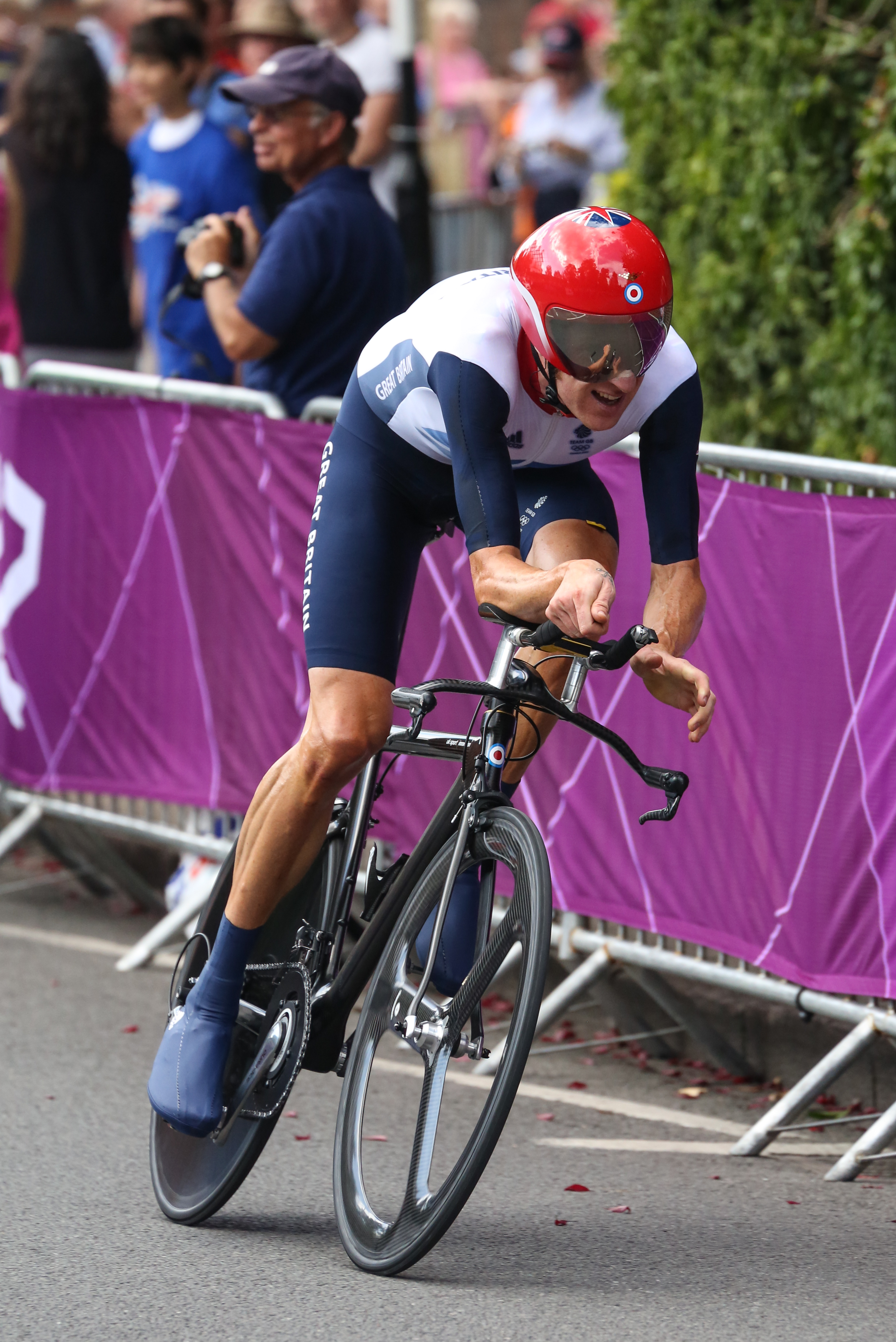
Bradley Wiggins vann herrarnas tempolopp.

Herrarnas tempolopp i landsvägscykling vid olympiska sommarspelen 2012 avgjordes den 1 augusti 2012. De tävlande cyklade en sträcka på 44 km i London med start och målgång vid Hampton Court Palace. Bradley Wiggins vann loppet på segertiden 50.39,54.

## Medaljörer
| Event               | Guld                           | Silver               | Brons                       |
| Herrarnas tempolopp | Bradley Wiggins Storbritannien | Tony Martin Tyskland | Chris Froome Storbritannien |

## Resultat
| Plats | Tävlande                   | Tid      |
| ----- | -------------------------- | -------- |
| 1     | Bradley Wiggins (GBR)      | 50.39,54 |
| 2     | Tony Martin (GER)          | 51.21,54 |
| 3     | Chris Froome (GBR)         | 51.47,87 |
| 4     | Taylor Phinney (USA)       | 52.38,07 |
| 5     | Marco Pinotti (ITA)        | 52.49,28 |
| 6     | Michael Rogers (AUS)       | 52.51,39 |
| 7     | Fabian Cancellara (SUI)    | 52.53,71 |
| 8     | Bert Grabsch (GER)         | 53.18,04 |
| 9     | Jonathan Castroviejo (ESP) | 53.29,36 |
| 10    | Janez Brajkovič (SLO)      | 54.09,72 |
| 11    | Lieuwe Westra (NED)        | 54.19,62 |
| 12    | Vasil Kiryjenka (BLR)      | 54.30,29 |
| 13    | Edvald Boasson Hagen (NOR) | 54.30,87 |
| 14    | Lars Bak (DEN)             | 54.33,21 |
| 15    | Jakob Fuglsang (DEN)       | 54.34,49 |
| 16    | Gustav Larsson (SWE)       | 54.35,26 |
| 17    | Philippe Gilbert (BEL)     | 54.39,98 |
| 18    | Nelson Oliveira (POR)      | 54.41,57 |
| 19    | Jack Bauer (NZL)           | 54.54,16 |

| Plats | Tävlande                   | Tid      |
| ----- | -------------------------- | -------- |
| 20    | Denis Mensjov (RUS)        | 54.59,26 |
| 21    | Ramūnas Navardauskas (LTU) | 55.12,32 |
| 22    | Lars Boom (NED)            | 55.29,74 |
| 23    | Aleksandr Vinokurov (KAZ)  | 55.37,05 |
| 24    | Fumiyuki Beppu (JPN)       | 55.40,64 |
| 25    | Maciej Bodnar (POL)        | 55.49,67 |
| 26    | Magno Nazaret (BRA)        | 55.50,77 |
| 27    | David McCann (IRL)         | 56.03,77 |
| 28    | Ryder Hesjedal (CAN)       | 56.06,18 |
| 29    | Sylvain Chavanel (FRA)     | 56.07,67 |
| 30    | Michael Albasini (SUI)     | 56.38,38 |
| 31    | Asan Bazajev (KAZ)         | 56.40,77 |
| 32    | Luis León Sánchez (ESP)    | 56.59,16 |
| 33    | Tomás Gil (VEN)            | 57.05,12 |
| 34    | Mouhcine Lahsaini (MAR)    | 57.25,24 |
| 35    | Fabio Duarte (COL)         | 57.34,20 |
| 36    | Alireza Haghi (IRI)        | 57.41,44 |
| 37    | Ahmet Akdilek (TUR)        | 59.11,19 |
| —     | Daniel Martin (IRL)        | —        |